# مارکوس ماریوتا
مارکوس ماریوتا (انگلیسی: Marcus Mariota؛ زادهٔ ۳۰ اکتبر ۱۹۹۳) بازیکن فوتبال آمریکایی اهل ایالات متحده آمریکا است.